# When Flanders Failed
«When Flanders Failed», (англ. «Коли Фландерс провалився») — третя серія третього сезону мультсеріалу Сімпсони, яка вийшла у 1991 році у США. В Україні серія вийшла у 2005 році. У цій серії з’явилася нова локація — Лівомаркет.

## Сюжет
Нед Фландерс збирає усіх своїх друзів, родичів і знайомих на барбекю у своєму саді. Сім’я Сімпсонів теж туди прийшла, але Гомер категорично відмовився йти на вечірку з сім’єю, мотивуючи це тим, що ненавидить Фландерса.
Проте згодом прийшов, відчувши запах бекону. А Фландерс тим часом оголосив, що звільняється зі старої роботи фармацевта, на якій працював 10 років і збирається відкривати власний магазин — Лівомаркет, де у продажу були товари для лівшів. Тоді Мод Фландерс запропонувала Гомерові зіграти на вдачу із Фландерсом на сучку дерева. Гомер виграв і таємно загадав, щоб бізнес Неда провалився. Потім Гомер почав голосно сміятися і подавився кісточкою риби і Нед його заледве врятував.
Як Гомер і загадував бажання — бізнес Неда не мав успіху, через поблажливість і мізерну кількість покупців, що заледве назбирав 3 долари за 1 тиждень. Бізнес Неда став поступово провалюватись. Через брак грошей щоб утримати магазин, Нед влаштував дешевий розпродаж у дворі свого будинку і продав Гомеру і Барту мангал, шезлонг і різні побутові речі разом усього за 170 доларів. Гомер щодня бачив, як Фландерс ледь животіє і бачив, що його босс — містер Бернс є лівшею (не міг знайти штопор під ліву руку), Мо — не міг знати відкривачку для лівої руки і багатьох інших мешканців міста, які були лівшами. Бачив, але сказати не наважився. Усе дійшло до того, що Фландерс продав свій будинок і став жити з сім’єю у своїй машині. Проте Гомер побачив, що діється і вирішив повернути сусіда (Фландерс збирався переїхати до сестри) щоб (звісно, користуватись Недом скільки Гомеру захочеться) і почав дзвонити усім лівшам. У кінці серії до Лівомаркета збіглося сотня лівшів купляти товари і бізнес Неда було врятовано.